# El niño judío
El niño judío es una zarzuela en dos actos divididos en cuatro cuadros, con libreto de Antonio Paso y Enrique García Álvarez y música del maestro Pablo Luna. Se estrenó con gran éxito en el Teatro Apolo de Madrid, el 5 de febrero de 1918.

## Comentario
Esta obra es una representante de como la opereta había influido en la zarzuela; en este caso es por la vertiente exótica, al subir al escenario lugares tan pintorescos como Siria o la India, sin perder tampoco un ápice de su base costumbrista, tratando de reflejar los nuevos gustos del público.
El libreto se debe Antonio Paso y Enrique García Álvarez, autores muy conocidos en el mundo lírico, por su gran gracia e ingenio. Aquí tratan de presentar un cuadro exótico, sin perder desde ningún momento el punto de vista costumbrista y castizo, creando una obra curiosa, con momentos cómicos que rozan el disparate.
La música se debe al gran compositor Pablo Luna, el cual era famoso no solo por su gran vena melódica, sino por ser uno de los que contribuyó a refinar la zarzuela, creando bellas melodías cercanas a la opereta. En esta obra se puede apreciar el gran sentido lírico y orquestal, creando páginas maestras como la Canción española, La Canción de la esclava o La danza india.

## Argumento
La acción transcurre en Madrid, Alepo (Siria) y la india en la época del estreno (1918)

### Acto primero

#### Cuadro primero
En un pequeño puesto de libros viejos, situado en el paseo del Prado, trabaja Samuel, un pobre muchacho bajo las órdenes de Jenaro, el dueño de dicho puesto. Llega Concha, la hija del dueño, de la cual está Samuel perdidamente enamorado; hablan a escondidas, ya que Jenaro no ve con buenos ojos dicho noviazgo.
Llega Jenaro acaloradamente y manda a Samuel a un recado. Al quedar a solas, comenta con ella que el padre de Samuel, el judío David Barchimor, el dueño de la tienda de antigüedades contigua, ha fallecido; pero le ha confesado en sus últimos momentos que Samuel no es en realidad su hijo, sino que él se lo robó a Samuel Barchilón, un rico judío de Alepo, que se casó con Esther, la mujer que amaba.
Al volver Samuel, le comentan la triste noticia y la última voluntad de su padre, decidiendo ir de viaje a buscar a su verdadero padre a Alepo.

#### Cuadro segundo
En la plaza de Alepo se celebra el día de mercado, donde confluyen todos los habitantes. Manacor, un trovador ambulante, canta varias canciones para atraer al público. Llega a la plaza Samuel Barchilón, y comenta con él su triste historia, la de haberse casado con una bella mujer, Esther, la madre de Samuel; una vez hospedó a un rajá de la India, el cual iba de viaje, y le pagó con haber enamorado a su esposa y haberle dado un hijo. Al enterarse la mandó a lapidar y juró que encontraría a aquel niño para vengarse.
Llegan a la plaza Jenaro, acompañado de un criado que ha contratado, el cual nunca está saciado; busca a Manacor y le pide información sobre Barchilón, relatándole con todo lujo de detalles sobre sus grandes riquezas. Por otro lado, Samuel y Concha andan embelesados con el viaje disfrutando de todas sus maravillas. Al llegar Jenaro, comentan la información dada por Manacor y la estratagema para poder convencer a Barchilón.
Samuel Barchilón, llega del mercado con todas las esclavas que ha comprado, y a las que complace en torturar. Samuel se presenta como su hijo y este se le lanza al cuello intentando estrangularlo. Tras verse libre de él, Manacor les descubre que en realidad Samuel no es hijo del mercader, sino del rajá; por lo que todos toman la decisión de marchar a la India a conocer definitivamente a su padre.

### Acto segundo

#### Cuadro primero
En la sala del trono del palacio de Jamar Jalea, se celebra la onomástica de su reinado con gran concurrencia de cortesanos y músicos. Al quedar solos el monarca y su esposa Jubea, una mujer de carácter agrio e inflexible, comentan sobre su reinado y la ofrenda que han de hacer en este día a Bowania, la diosa del odio y la venganza.
Entran en el salón Jenaro, llevando una carta en la que se explica todo lo relacionado con Samuel. Jubea intercepta la carta y encolerizada manda llamar a Jamar y comenta, airada, sobre la noticia del niño. Jamar se debate entre su cariño y el miedo a su esposa. Cuando entran todos en la sala, Samuel se dispone a abrazar a Jamar, recibe una bofetada y varios insultos, quedando completamente desconcertado.
Cuando marcha Jubea, Jamar se acerca de nuevo y en tono más cariñoso, alaba a su hijo y lo abraza estrechamente, comentando lo dichoso que se siente ante su llegada. Concha y los demás lo agasajan con varias canciones y actos, cuando entra Jubea y al verlos en esta actitud, decide mandar a Jenaro y a Samuel, como esclavos para sacrificar ante la diosa Bowania.

#### Cuadro segundo
En la pagoda de la diosa Bowania, llevan a Jenaro y a Samuel junto con otros esclavos, para ofrecerlos como sacrificios a dicha diosa. Ellos intentan por todos los medios evitar entrar dentro de la sala de torturas.
Cuando está a punto de producirse la tortura, llega Concha acompañada de Jamar Jalea y sus criados, interrumpiendo la ceremonia. El rajá trae la noticia de que Samuel no es el hijo del monarca, ya que gracias a la confesión del judío David, se descubre que en realidad Esther cambió su hijo, por el de una sirvienta que había dado a luz el mismo día, para evitar las represalias de su marido.
Ante la consternación de todos, el rajá promete darles dinero para que puedan volver a España. La obra concluye con la promesa de Concha y Samuel de ayudar a Jenaro y con la cómica resignación de este.

## Números musicales
- Acto primero[1]

- Cuadro primero
  - Preludio (orquesta)

- Cuadro segundo
  - Coro de mercaderes: «Ya el mercado va a comenzar»
  - Coro y Canción de Manacor: «Qué me importa ser Judío»
  - Dúo de Concha y Samuel: «Ahora que estamos aquí»
  - Coro de Esclavas: «Ahí llega Barchilón»
  - Trova: «Oye, mi dueño y señor»
  - Cuarteto de Manacor, Concha, Samuel y Jenaro: «Mi asombro es atroz»
  - Fin del acto primero: «Ven aquí heredero del trono de Baroda».

- Acto segundo
- Cuadro primero
  - Escena, Coro y Danza India: «Que reine muchos años»
  - Canción española: «De España vengo»
  - Imitación de las Hermanas Catafalco: «Arza y olé, soy el rayo de luna mas triste que ha visto usté».

- Cuadro segundo
  - Intermedio (orquesta)
  - Escena y cuplés: «Bowania, diosa excelsa del martirio»
  - Fin de la obra (orquesta).